# Thilo von Westernhagen
Thilo von Westernhagen (* 14. Januar 1950 in Preetz; † 11. Januar 2014 in Lübeck) war ein deutscher Komponist und Pianist.

## Leben
Thilo von Westernhagen entstammte dem Adelsgeschlecht von Westernhagen. Er war der Sohn des Zahnarztes Wolfgang von Westernhagen (1921–2004) und studierte nach dem Abitur 1968 zunächst Zahnmedizin an der Universität Kiel, wechselte dann aber zur Musik.
Als Komponist war er vor allem für seine Filmmusiken bekannt, darunter zu den Tatort-Folgen Der unsichtbare Gegner und Kuscheltiere sowie den Film Domino. Sein diesbezügliches Schaffen konzentriert sich auf die 1980er Jahre. Er komponierte aber auch Lieder, Kammermusik und Opern.
Ab 1998 lebte und arbeitete er auf dem Kulturgut Dönkendorf in der Gemeinde Kalkhorst im Klützer Winkel.
Er war verheiratet mit der Sängerin Monika, geb. Borchfeldt (* 1964). Das Paar, das gemeinsam auch einen Krimi veröffentlichte, bekam zwei Töchter.